# Potamorrhaphis eigenmanni
Potamorrhaphis eigenmanni är en fiskart som beskrevs av Miranda Ribeiro, 1915. Potamorrhaphis eigenmanni ingår i släktet Potamorrhaphis och familjen näbbgäddefiskar. Inga underarter finns listade i Catalogue of Life.